# Zaliv (revija)
Revija Zaliv s podnaslovom Revija za književnost in kulturo je izhajala v Trstu od leta 1966 do 1990. 

## Uredništvo
V prvih letih delovanja so uredniški odbor sestavljali Marko Kravos, Danijela Nedoh, Igor Tuta in Boris Pahor, Milan Lipovec pa je, ker je imel novinarsko izkaznico, prevzel vlogo odgovornega urednika. Lipovec, ki je delal v tiskarni, je revijo doma tudi tehnično urejal, jo po izidu tihotapil v Ljubljano in izvode osebno raznašal naročnikom. Po letu 1975 sta revijo urejala Boris Pahor in Milan Lipovec, pomagala pa je tudi Pahorjeva žena Radoslava Premrl. Najprej je revija izhajala štirikrat letno, od 1982 dalje samo enkrat, in sicer so bile štiri številke združene v zbornik. Do te Pahorjeve odločitve ni prišlo zaradi finančnih težav, ampak zaradi pomanjkanja mlajšega kadra, ki ga revija v šestnajstih letih ni uspela pridobiti.

## Namen
Pahor je revijo bogatil s svojimi eseji, polemičnimi zapisi in dnevniki, pri tem pa so mu pomagali intelektualci iz zamejstva in Slovenije: Vlado Kresnik, Franček Križnik, Viktor Blažič, Pavle Merku, Franc Miklavčič, Josip Merku, Alojz Rebula, Jošt Žabkar in Ubald Vrabec.
Veliko pozornosti je posvečal nepriznanim evropskim narodnim skupnostim in se boril za demokratično ureditev družbe, suverenost in samobitnost Slovencev znotraj SFRJ in svobodo umetniškega ustvarjanja. Opozarjal je na nenehno nevarnost fašizma, na slab položaj slovenske skupnosti v Italiji in na slab odnos matične domovine do zamejstva. Zaliv je dajal poudarek svobodni polemiki; delež revije za razvoj slovenske demokracije se premalo omenja.

## Afera Zaliv
Leta 1974 je revija Zaliv ob Kocbekovi 70-letnici pripravila brošuro Edvard Kocbek, pričevalec našega časa. V njej sta Boris Pahor in Alojz Rebula objavila intervju z njim. Brošura je bila objavljena marca 1975, kupiti pa jo je bilo mogoče le v zamejstvu, saj je bila v Jugoslaviji prepovedana. Kocbek je v intervjuju odkrito spregovoril o pokolu domobrancev po 2. svetovni vojni na slovenskem ozemlju. Tako je v Sloveniji prišlo prvič po vojni do polemik o tej temi. Borisu Pahorju, avtorju vprašanj, so za nekaj let prepovedali vstop v Jugoslavijo, zaradi kritičnih prispevkov do političnega vodstva v SRS pa sta bila na zapor obsojena sodelavca iz Slovenije Miklavčič in Blažič. Kocbek je sodeloval tudi pri poimenovanju revije.

## Vsebina
Vsebino prvega izvoda revije iz leta 1966 so sestavljale rubrike: Pesmi, Proza, Esej, Naš pogovor, Zapiski, Spomini, Naša knjižnica, Pogled na oder, Odmevi (pisma Zalivu) ter Pripombe in epigrami. S časom je prišlo do sprememb, tako imamo v novejših številkah poleg leposlovja nekaj stalnih rubrik: Fleši o novih knjigah, Kaj pišejo drugi, Dokumenti in Svobodna tribuna.
Zaliv je bil revija neodvisnih intelektualcev, ukvarjal se je predvsem z vprašanji slovenske narodne eksistence. Poudarek je bil na kulturnopolitični in splošni publicistiki, medtem ko je bil leposlovni del skromnejši. Vreden pozornosti je memoarski spis Radoslave Premrl Moj brat Janko Vojko.
- Pesništvo: Irena Žerjal Pučnik, Marko Kravos, Filip Fischer, Marija Mijot, Gustavo Buratti, Savina Remec, Milena Merlak Detela, Miroslav Košuta, Matjaž Kocbek, Tone Kuntner idr.
- Pripovedništvo: Marko Kravos, Pavle Zidar, Igor Tuta, Milan Lipovec, Irena Žerjal Pučnik, Marijan Pertot, Edvard Kocbek idr.
- Eseji in študije: Gojko Budal, Katka Šalamun, Josip Merku, Danijela Nedoh, Albert Rejec, Gustavo Buratti, Pavle Merku, Boris Pahor, Pavel Štranj, Ubald Vrabec, Branko Marušič, Beno Zarnik, Boro Ban, Alojz Rebula, Viktor Blažič (pisal pod psevdonimom Zorko Prelog) idr.

Poživljajo jo grafike Lojzeta Spacala.